# Pszczółki (gmina)
Pszczółki est une gmina rurale du powiat de Gdańsk, Poméranie, dans le nord de la Pologne. Son siège est le village de Pszczółki, qui se situe environ 12 km au sud de Pruszcz Gdański et 22 km au sud de la capitale régionale Gdańsk.
La gmina couvre une superficie de 49,84 km2 pour une population de 9 182 habitants en 2016.

## Géographie
La gmina inclut les villages de Kleszczewko, Kolnik, Ostrowite, Pszczółki, Rębielcz, Różyny, Skowarcz, Skowarcz-Kolonia, Ulkowy et Żelisławki.
La gmina borde les gminy de Pruszcz Gdański, Suchy Dąb, Tczew et Trąbki Wielkie.